# Robert Rostek
Robert Artur Rostek (ur. 20 grudnia 1968 we Wrocławiu) – polski arabista, urzędnik i dyplomata, Ambasador Nadzwyczajny i Pełnomocny RP w Arabii Saudyjskiej (od 2023), Zjednoczonych Emiratach Arabskich (2016–2020) oraz Katarze (2006–2013).

## Życiorys
Szkołę średnią ukończył w Warszawie. W 1995 ukończył arabistykę na Uniwersytecie Jagiellońskim, studiował także w Libii i Syrii.
Od 1996 w służbie dyplomatycznej. Przebywał m.in. na placówkach w Iraku (Sekcja Interesów USA przy Ambasadzie RP w Bagdadzie), Egipcie i Kuwejcie. Był m.in. Specjalnym Przedstawicielem z ramienia Ministerstwa Spraw Zagranicznych w Specjalnej Misji RP w Irackich Tymczasowych Władzach Koalicyjnych (CPA) w tym asystentem Marka Belki w czasie jego pracy w tymczasowej administracji koalicyjnej w Iraku (2003–2004). Od 2006 mianowany urzędnik służby cywilnej. Od marca 2006 pracował w Ambasadzie w Dosze, najpierw jako chargé d'affaires, a od 20 października 2008 jako ambasador. Obowiązki pełnił do 31 grudnia 2013. Od sierpnia 2016 do 30 września 2020 ambasador RP w Zjednoczonych Emiratach Arabskich. 10 maja 2021 został zastępcą dyrektora Departamentu Afryki i Bliskiego Wschodu MSZ. 30 listopada 2022 został mianowany ambasadorem w Arabii Saudyjskiej, akredytowanym także w Omanie i Jemenie. Stanowisko objął w lutym 2023. 
Od 2014 Honorowy Członek Polskiego Komitetu Olimpijskiego (Komisja Współpracy Międzynarodowej).
Inicjator uruchomienia połączeń lotniczych z Polską: Qatar Airways (2012) Doha – Warszawa, FlyDubai (2018) Dubaj – Kraków i PLL LOT (2024) Warszawa – Rijad.
Posługuje się angielskim, arabskim i rosyjskim. Żonaty, syn Patryk.

## Odznaczenia
- 2003 – specjalne wyróżnienie Departamentu Stanu USA za pracę w Sekcji Interesów Stanów Zjednoczonych w Bagdadzie[11]
- 2012 – odznaka „Zasłużony dla Polskiego Górnictwa Naftowego i Gazownictwa” (2012)[2]
- 2013 – Złoty Krzyż Zasługi Państwa Katar (Sash of Merit 2013)[15]
- 2020 – Order Niepodległości I Klasy Państwa Zjednoczonych Emiratów Arabskich[16][17]
- 2020 – Złoty Medal 100-lecia Polskiego Komitetu Olimpijskiego w uznaniu za działalność dla polskiego ruchu olimpijskiego i sportu w świecie arabskim[18]
- 2022 – Krzyż Kawalerski Orderu Odrodzenia Polski (za zasługi na rzecz zapewnienia bezpieczeństwa energetycznego Polski)[19][1]
- 2023 – Tytuł Honorowego Ambasadora Wrocławia[10]